# Exosphaeroides quadricosta
Exosphaeroides quadricosta es una especie de crustáceo isópodo intermareal de la familia Sphaeromatidae.

## Distribución geográfica
Es endémica de la isla de Pascua, en la Polinesia (Chile).